# Amiga BASIC
Amiga BASIC är ett programspråk från Microsoft som följde med AmigaOS version 1.1 till och med 1.3. Det ersattes sedan av ARexx i AmigaOS 2.0.